# Ficulle
Ficulle ist eine italienische Gemeinde mit 1547 Einwohnern (Stand 31. Dezember 2023) in der Provinz Terni in der Region Umbrien.

## Geografie

Lage der Gemeinde Ficulle in der Provinz Terni

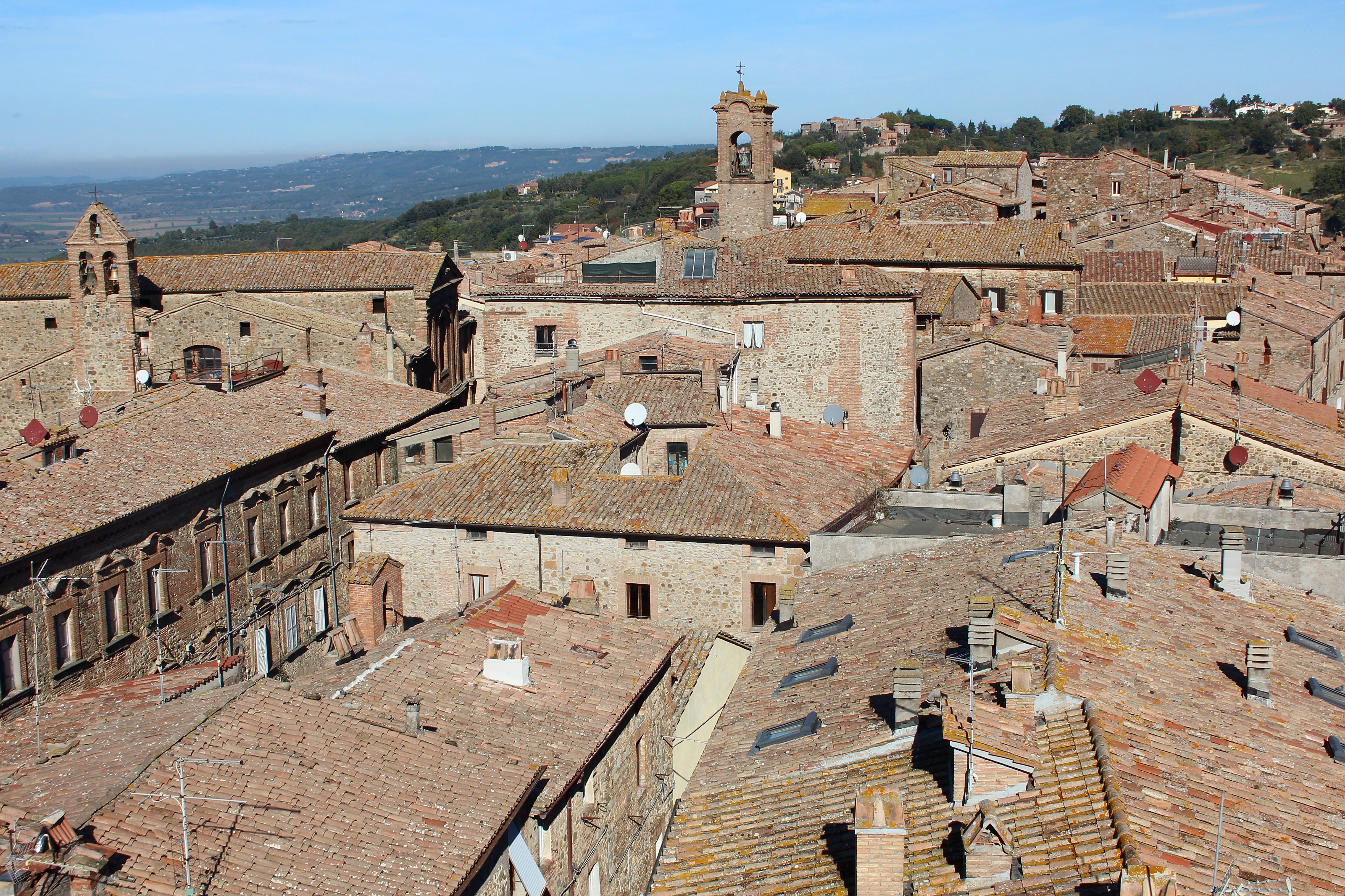
Blick über Ficulle

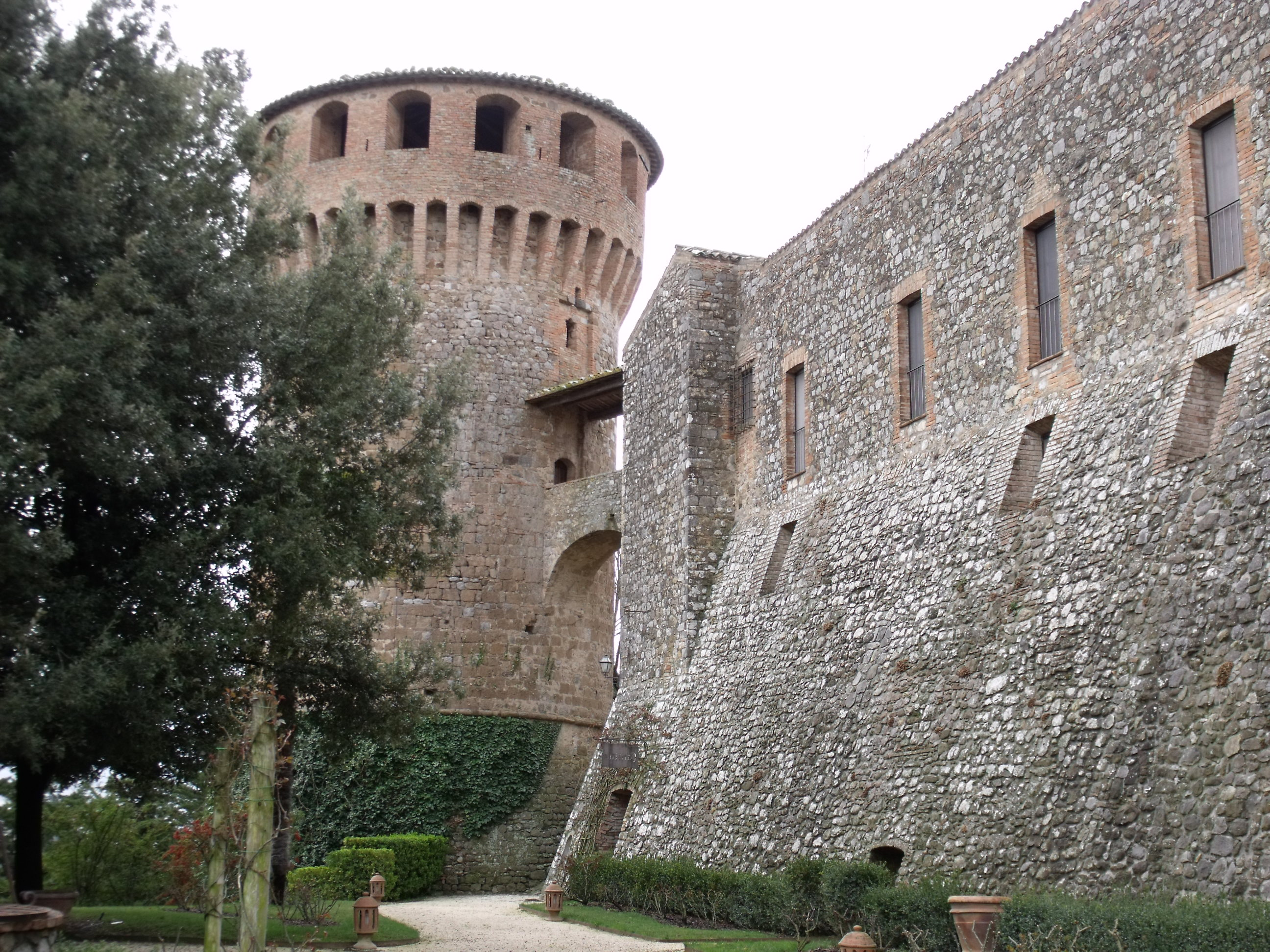
Das Castello della Sala im Ortsteil Sala

Die Gemeinde erstreckt sich über eine Fläche von etwa 65 km², woraus sich eine Einwohnerdichte von etwa 27 Einwohner/km² ergibt. Ficulle liegt etwa 50 Kilometer südwestlich von Perugia und 60 Kilometer nordwestlich von Terni auf 437 m s.l.m. in der klimatischen Einordnung italienischer Gemeinden in der Zone E, 2 160 GG. Sie ist Teil der Verwaltungsgemeinschaft Comunità montana Monte Peglia e Selva di Meana und liegt im Chianatal. Die Kirchen im Gemeindegebiet gehören zum Bistum Orvieto-Todi.
Zu den Ortsteilen zählen Olevole (321 m, ca. 50 Einwohner), Sala (320 m, ca. 45 Einwohner) und San Cristoforo (465 m, ca. 140 Einwohner). Weitere Weiler sind Cappuccini (448 m, ca. 70 Einwohner), Poggi (467 m, ca. 5 Einwohner) und Santa Cristina (362 m, ca. 30 Einwohner).
Die Nachbargemeinden sind Allerona, Fabro, Montegabbione, Orvieto, Parrano und San Venanzo.

## Geschichte
Erste menschliche Ansiedlungen in dem Ort gehen auf die Etrusker zurück, wie Funde an den Grotte della Madonna della Maestà zeigen. Danach dominierten die Römer das Gebiet und errichteten Beobachtungsposten an den von Rom nach Norden führenden Verkehrswegen. Zu dieser Zeit war der Ort als Castrum Ficullensis bekannt. Der Name entstammt wahrscheinlich dem lateinischen Wort Figulus (Topf), der sich heute noch im Wappen des Orts darstellt. Dokumentarisch erstmals erwähnt wird der Ort im Jahr 1292, wo er als Außenposten von Orvieto und als Burg der Filippeschi (bis 1313) bezeichnet wird. Danach fiel der Ort in den direkten Einflussbereich von Orvieto, diese erweiterten die Festung. 1350 errichtete Angelo Monaldeschi della Vipera im 5 km südlich gelegenen Ortsteil Sala das Castello della Sala. 1461 wurde der Ficulle mit Orvieto vom Kirchenstaat eingenommen, welcher Stadtmauern und Festungsanlagen ausbaute. 1861 wurde der Ort ins Königreich Italien integriert. Seit 1951 leidet der Ort an einem deutlichen Bevölkerungsschwund. Waren 1951 noch 3643 Einwohner im Gemeindegebiet, so waren es 2001 nur noch rund die Hälfte (1682), wovon 890 im Hauptort leben. Schutzheiliger des Ortes ist Eumenio di Gortina (Bischof von Gortyn), sein Festtag ist der 18. September. Ficulle ist der einzige Ort in Italien, der von Eumenio protektiert wird.

## Handwerk
Ficulle ist bekannt für die Produktion von Terracotta invetriata, also glasierten Ton-Töpfen, die in den örtlichen Töpfereien hergestellt werden.

## Sehenswürdigkeiten
- Rocca di Ficulle, Wehranlage am heute nicht mehr vorhandenen, südlichen Wehrtor Porta del Sole.[6] Eine ähnliche Wehranlage hatte auch das (nicht mehr vorhandene) Nordtor, hier ist an der Piazza Alfredo Silvestri noch ein Turm vorhanden.
- Chiesa di Santa Vittoria, älteste Kirche im Ortskern. Sie entstand um das 13./14. Jahrhundert. Danach wurde sie 1527 und 1742 dokumentiert. 1944 wurde die sie im Zweiten Weltkrieg stark beschädigt und um 1950 verkleinert, hierbei wurde die Fassade neu errichtet.[7]
- Chiesa di Santa Maria Nuova, Kirche im Ortskern aus dem Jahr 1606, die durch den Architekten Ippolito Scalza (* 1532 in Orvieto; † 1617 ebenda[8]) erbaut wurde. Die erste Messe fand am 18. Mai 1611 statt, die Konsekration am 19. März 1612.[9]
- Chiesa di Santa Maria Vecchia, um 1200 erbaute Pieve, die kurz außerhalb der Stadtmauern liegt. Erstmals dokumentiert wurde sie 1292. Nach dem Bau der neuen Kirche Santa Maria Nuova im Ortskern verlor sie ihre Funktionen und diente nur noch als Friedhof, der 1858 verlagert wurde. Nachdem sie im Zweiten Weltkrieg der Wehrmacht als Materiallager gedient hatte, wurde sie in den 1950er-Jahren restauriert.[10]
- Chiesa della Madonna della Maestà, Kirche südlich der Altstadt, wurde erstmals am Anfang des 17. Jahrhunderts schriftlich erwähnt.  Zwischen 1888 und 1895 entstand linksseitig eine zweite Kirche (dem San Sebastiano geweiht), beide Kirchen wurden 1925 durch eine neue Fassade vereint, der Eingang wurde in der Mitte der neuen Fassade angesiedelt. Enthält das Fresko Madonna col Bambino su un trono di nubi, tra Angeli e Santi an der Wand hinter dem älteren (rechtsseitigem) Altar.[11]
- Chiesa della Madonna delle Grazie, auch ai Cappuccini genannt, Kirche und Konvent, die zwischen 1580 und 1587 errichtet wurde und kurz oberhalb des historischen Stadtkerns in der Località Cappuccini liegt. Die Mönche der Kapuziner blieben hier bis 1863. Das Gebäude entstand über der Kapelle Madonna del Giglio, für den Bau wurde Material aus dem 1351 zerstörten Konvent San Francesco al Monte verwendet.[6]
- Abbadia dì San Nicolò al Monte Orvietano, Abtei nahe dem Ortsteil Olevole.
- Castello della Sala, 1350 durch Angelo Monaldeschi della Vipera errichtete Burg im Ortsteil Sala. 1480 heiratete Pietro Antonio Monaldeschi della Vipera della Sala die aus dem verfeindeten Familienzweig stammende Giovanna Monaldeschi della Cervara, mit der er das Castello restauriert und hier bis zu seinem Tod 1518 lebte. Die Witwe vererbte das Castello an den Dom von Orvieto, der bis 1861 der Besitzer blieb[12]. Danach hatte die Burg mehrere Eigentümer, bis schließlich 1940 die Florentiner Familie der Antinori das Anwesen erstand[13]
- Chiesa di San Silvestro, Kirche im Ortsteil Sala, befindet sich südlich des Castello. Entstand über einer 1908 demolierten Kirche, die als zu klein empfunden wurde. Geweiht wurde die neue Kirche am 29. August 1909 durch den Bischof von Orvieto, Salvatore Fratocchi.[14]
- San Cristoforo, Kirche im Ortsteil San Cristoforo, die erstmals im 18. Jahrhundert erwähnt wurde. Das Leinwandgemälde des hl. Christophorus entstand um 1855/1860, hier wird er in den Landesfarben Italiens dargestellt.[15]

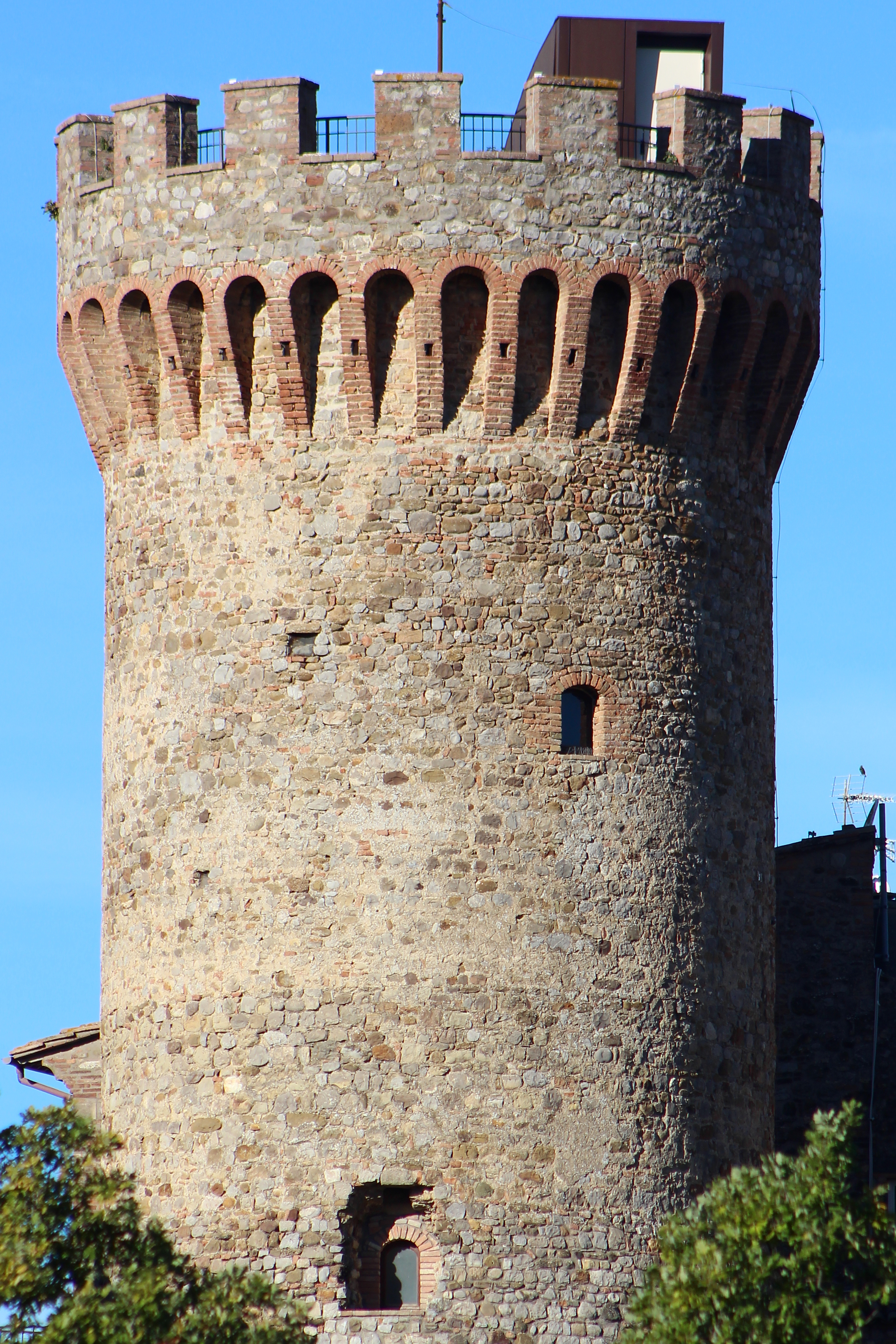
Rocca di Ficulle
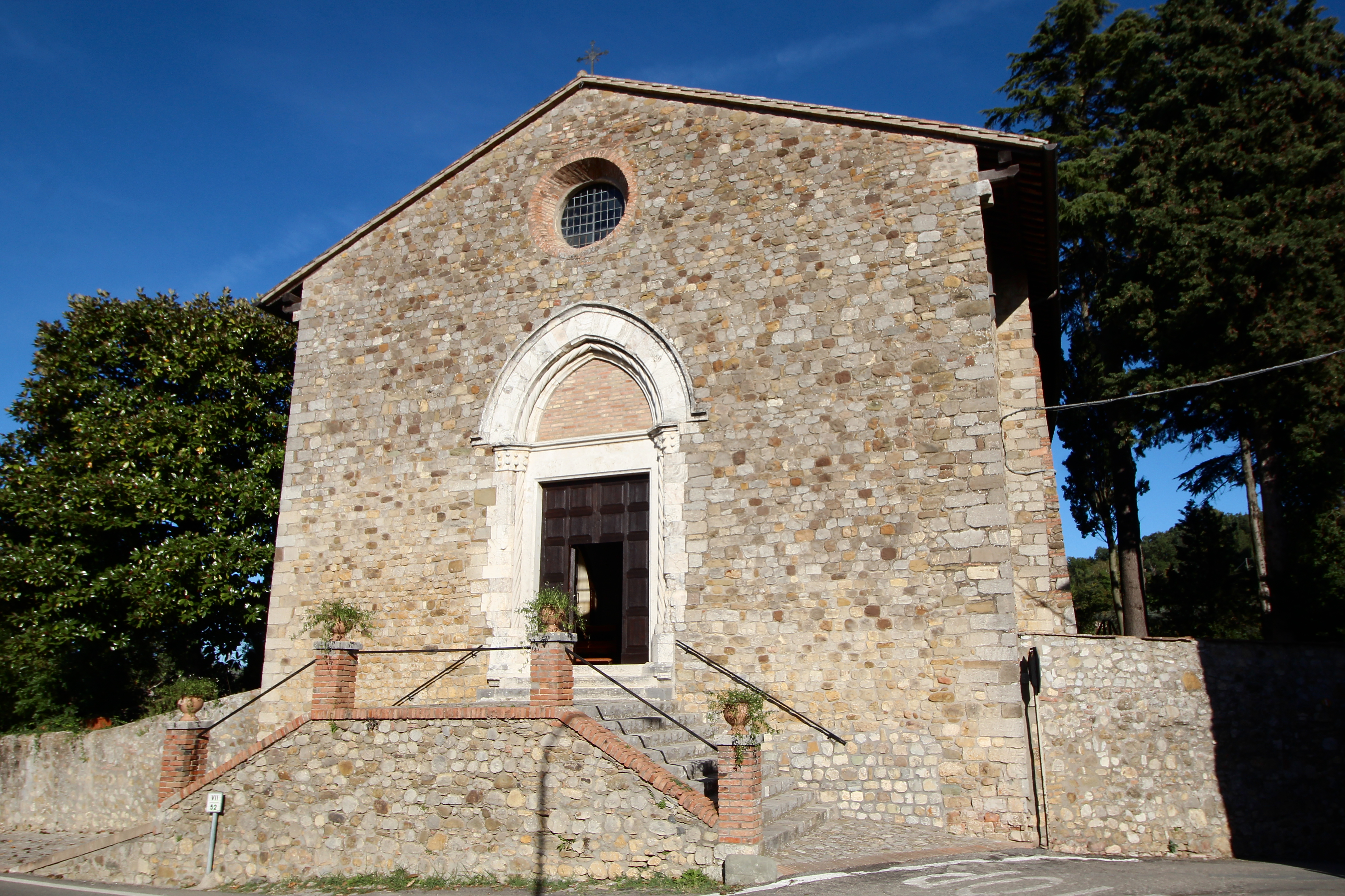
Santa Maria Vecchia
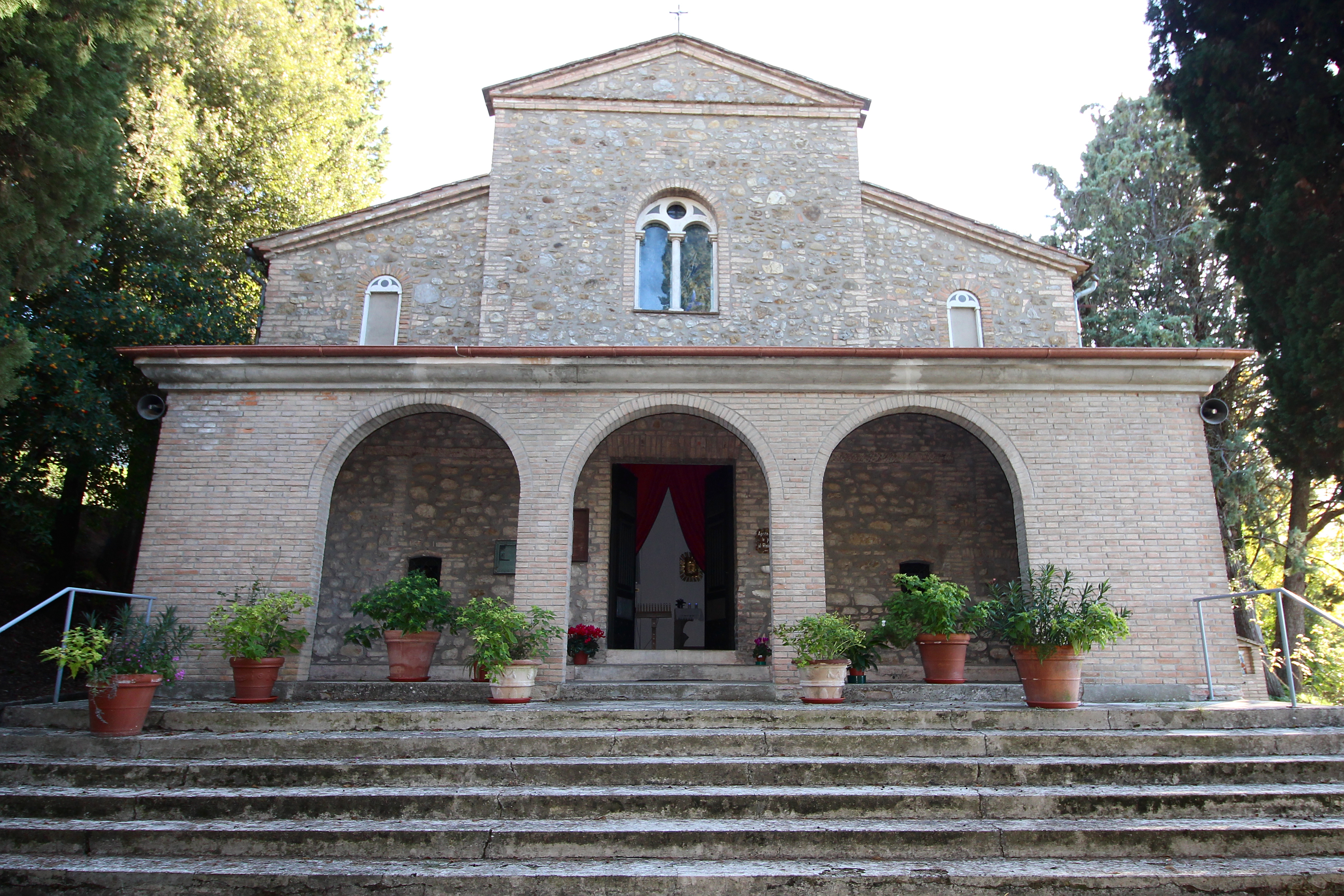
Madonna della Maestà
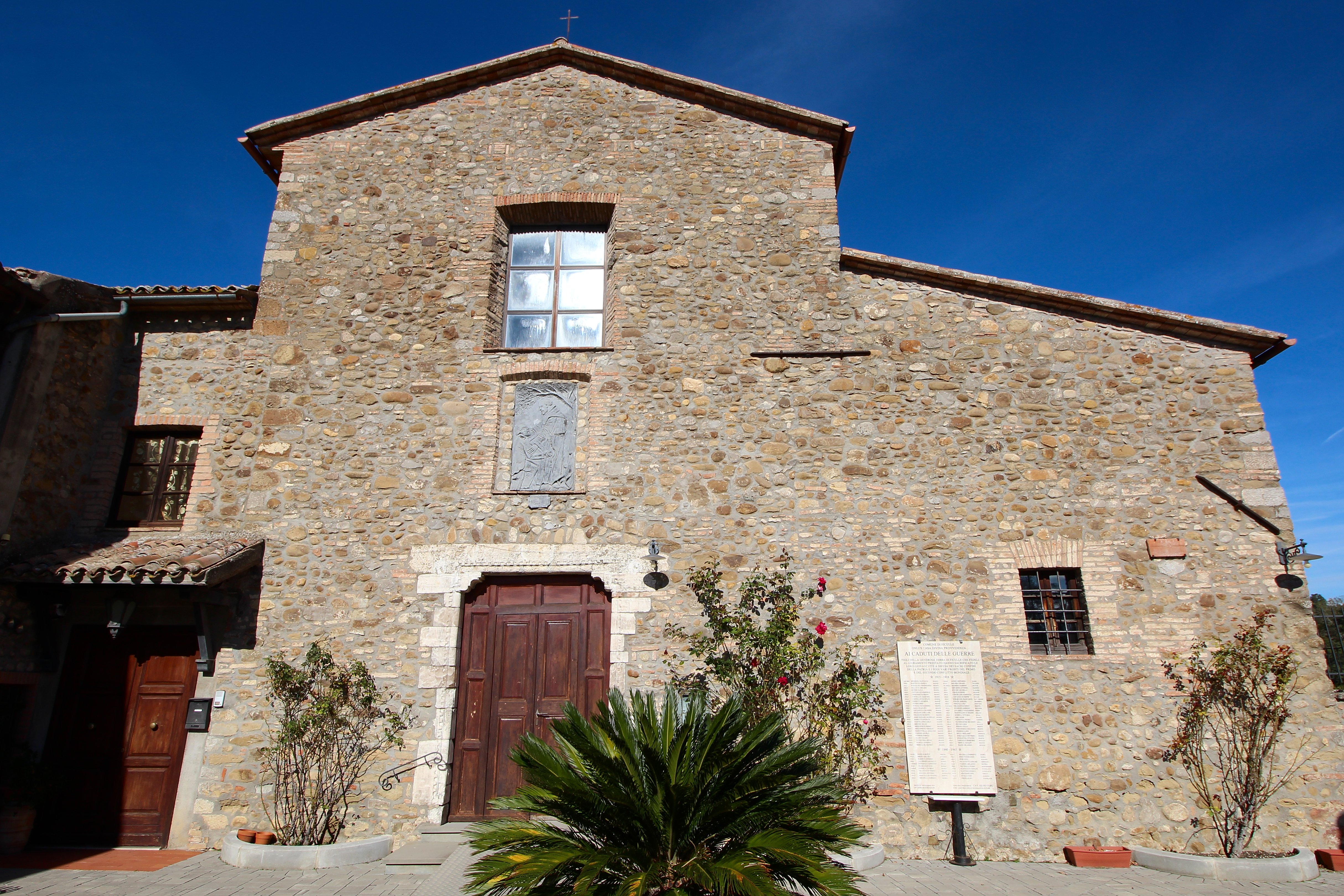
Madonna delle Grazie
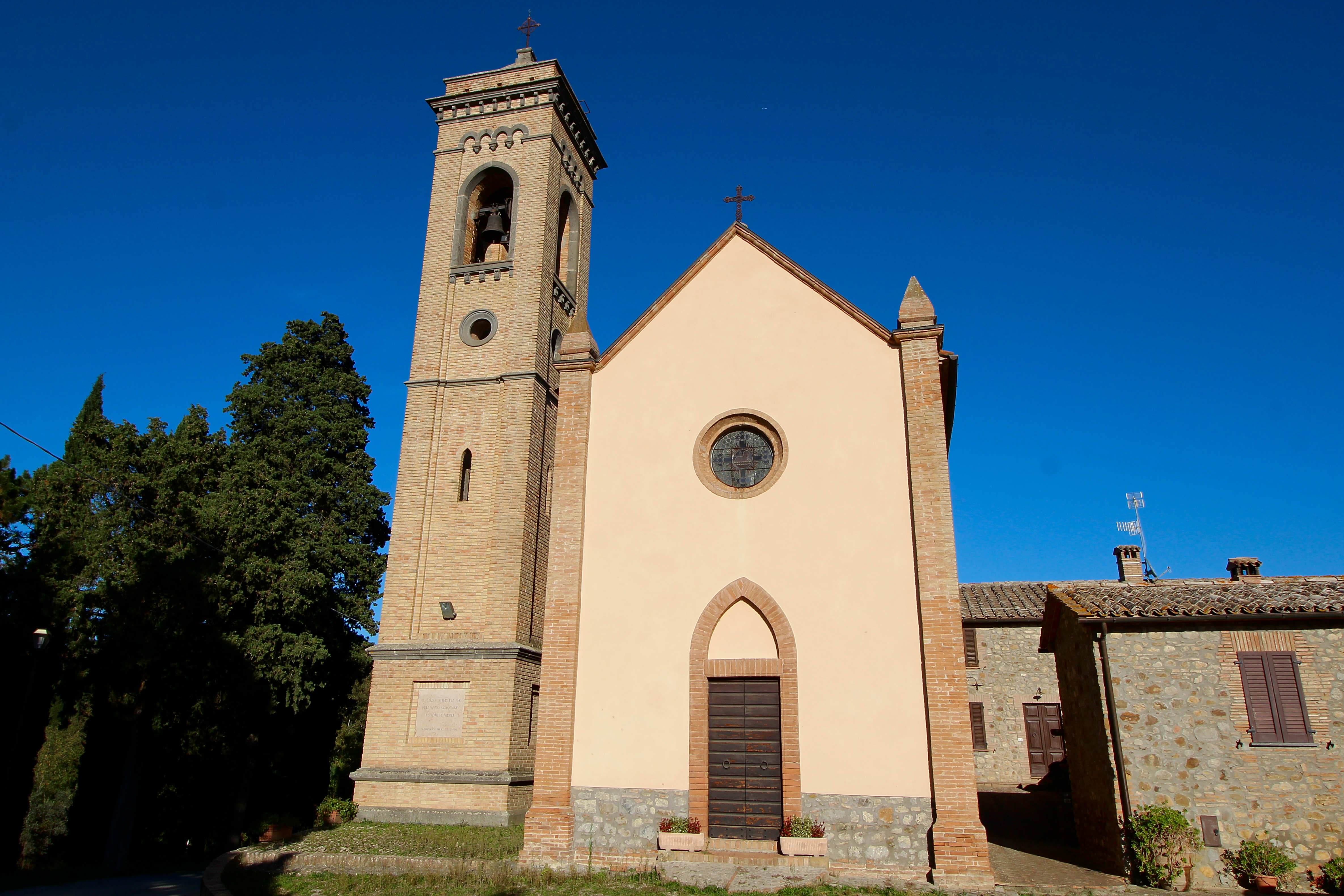
San Silvestro, Ortsteil Sala

## Verkehr
- Ficulle liegt an der Strada statale 71 Umbro-Casentinese-Romagnola
- Nächstgelegener Anschluss an den Fernverkehr ist die Anschlussstelle Fabro an der A1, etwa 6 km nördlich gelegen. Die Anschlussstelle Orvieto liegt etwa 15 km südlich.
- Der nächstgelegene Bahnhof liegt in Fabro Scalo, etwa 5 km nördlich. Der Fabro/Ficulle genannte Bahnhof liegt an der Bahnstrecke Florenz–Rom. Der Bahnhof in Orvieto Scalo liegt an der gleichen Bahnstrecke etwa 14 km südlich von Ficulle.

## Persönlichkeiten
- Bernardino Vitale Bigi (1884–1930), römisch-katholischer Apostolischer Vikar von Cirenaica